# Нова Мощениця
Нова Мощениця (біл. вёска Новая Машченіца) — село в складі Березинського району Мінської області, Білорусь. Село підпорядковане Ушанській сільській раді, розташоване в східній частині області.